# سيفي المنقار
سيفيّ المنقار هو جنس من الطيور من فُصيلة متسلقات الخشب، التي توجد في أمريكا الوسطى والجنوبية.